# Josephine Baker (dokumentarfilm)
|  | Denne artikel er oprettet af botten Steenthbot ud fra en ekstern database. Den kan derfor have sproglige fejl eller mangler. Denne skabelon kan fjernes efter kontrol af indholdet. |

Josephine Baker er en dansk dokumentarisk optagelse.

## Handling
Forskellige optagelser med Josephine Baker, der bl.a. ses dansende iført kort kjole med frynser samt dansende iført korte bukser.
Derudover optagelser af dansende korpiger på scene.

## Medvirkende
- Josephine Baker